# Тайонеста (Пенсільванія)
Тайонеста (англ. Tionesta) — місто (англ. borough) в США, в окрузі Форест штату Пенсільванія. Населення — 428 осіб (2020).

## Географія
Тайонеста розташована за координатами 41°29′52″ пн. ш. 79°26′58″ зх. д. / 41.49778° пн. ш. 79.44944° зх. д. (41.497837, -79.449361). За даними Бюро перепису населення США в 2010 році місто мало площу 3,56 км², з яких 3,56 км² — суходіл та 0,00 км² — водойми.

## Демографія
Згідно з переписом 2010 року, у селищі мешкали 483 особи в 242 домогосподарствах у складі 134 родин. Густота населення становила 136 осіб/км². Було 322 помешкання (90/км²).
Расовий склад населення:
| - 98,8 % — білих - 0,2 % — вихідців з тихоокеанських островів - 0,2 % — чорних або афроамериканців |

До двох чи більше рас належало 0,8 %. Частка іспаномовних становила 0,8 % від усіх жителів.
За віковим діапазоном населення розподілялося таким чином: 15,7 % — особи молодші 18 років, 55,7 % — особи у віці 18—64 років, 28,6 % — особи у віці 65 років та старші. Медіана віку мешканця становила 54,5 року. На 100 осіб жіночої статі у селищі припадало 93,2 чоловіків; на 100 жінок у віці від 18 років та старших — 85,0 чоловіків також старших 18 років.
Середній дохід на одне домашнє господарство становив 43 229 доларів США (медіана — 32 361), а середній дохід на одну сім'ю — 57 287 доларів (медіана — 50 000). За межею бідності перебувало 8,7 % осіб, у тому числі 10,0 % дітей у віці до 18 років та 5,5 % осіб у віці 65 років та старших.
Цивільне працевлаштоване населення становило 137 осіб. Основні галузі зайнятості: освіта, охорона здоров'я та соціальна допомога — 29,9 %, публічна адміністрація — 24,1 %, роздрібна торгівля — 10,2 %, виробництво — 8,0 %.